# Albert (Skivvärlden)
Albert, egentligen Alberto Malich, är en fiktiv romanfigur skapad av Terry Pratchett.
Albert grundade det Osynliga Universitetet men har nu ett arbete som betjänt åt Döden. Det fanns tidigare en staty av honom i hallen till Osynliga Universitet, men den förstördes senare i Mort. Hans tidigare namn var Alberto Malich. Han kom till Döden genom att utföra en ritual som skulle göra honom odödlig (Ashk-Entes ritual) baklänges; men som istället förde honom direkt till Dödens hus. Han är med i bland annat Svinvinternatt och Mort. I den tidigare nämnda boken Mort återvänder han under en tid till Skivvärlden. Under de 91 dagar, tre timmar och fyra minuter han uppehöll sig där, shoppade och badade han mest.